# Julie Dedekind
Julie Dedekind, Pseudonym: Jeimar Jacobus (* 25. Juli 1825 in Braunschweig; † 6. Juni 1914 ebenda) war eine deutsche Schriftstellerin und Pädagogin.

## Leben
Julie Marie Sophie Dedekind wurde 1825 in Braunschweig geboren. Sie war das älteste Kind des Hofrates Julius Dedekind, Rektor des Braunschweiger Collegium Carolinum. Ihre Mutter war Caroline Marie Henriette, geb. Emperius (1799–1882), Tochter des Braunschweiger Hochschullehrers und Museumsdirektors Johann Ferdinand Friedrich Emperius. Julie hatte eine Schwester Mathilde und die beiden Brüder Adolf Dedekind und Richard Dedekind. Sie erhielt zunächst eine Ausbildung durch ihre Eltern und besuchte anschließend die Pottsche höhere Privat-Töchterschule.
Beeinflusst durch den Hamburger Theologen Johann Hinrich Wichern und dessen 1833 gegründete Stiftung Das Rauhe Haus, widmete sich Dedekind sozialen Aufgaben in ihrer Heimatstadt. Im Jahr 1850 richtete sie gemeinsam mit den beiden Schwestern Alfasser in den Diensträumen ihres Vaters am Bohlweg 41 eine Schule für zunächst sechs bedürftige Mädchen ein. Nach zwei Jahren reichte der dortige Raum nicht mehr aus, so dass sie am Giersberg ein Kinderhaus für Mädchen aus den unteren Schichten gründete. Dort zogen am 12. Juli 1852 15 Kinder und eine Erzieherin ein. Von 1853 bis 1856 hielt sich Dedekind in Frankreich auf, wo sie zeitweise als Erzieherin tätig war. Nach ihrer Rückkehr unterrichtete sie wieder an der von ihr gegründeten, nunmehr als Verein eingetragenen Einrichtung Rettungshaus. Dieses hatte im Mai 1853 vor dem Steintor einen neuen Standort gefunden. Das Rettungshaus als Institution ging 1881 in die Trägerschaft des evangelischen Vereins über.
Neben ihrem sozialen Engagement war Julie Dedekind auch schriftstellerisch tätig. Ab 1855 veröffentlichte sie Erzählungen in süddeutschen und Schweizer Journalen, zunächst unter dem Pseudonym Jeimar Jacobus. Ab Mitte der 1870er Jahre schrieb sie unter ihrem eigenen Namen für die Wochenzeitschrift Quellwasser fürs deutsche Haus, die vom Georg Wiegand Verlag in Leipzig herausgegeben wurde. Ihre erste selbständige Publikation erschien 1890. Dies war die Erzählung Achten-Lini über die Jugend der Braunschweiger Hofsängerin Caroline Fischer-Achten (1806–1896). Für ihre Erzählung Die Eheverschreibung erhielt sie 1893 einen Preis der Braunschweigischen Landeszeitung. Thematisiert wurde die Verschleppung Braunschweiger Kunstschätze nach Paris zur Zeit der napoleonischen Besatzung.
Julie Dedekind wohnte von 1894 bis zu ihrem Tod gemeinsam mit ihrem Bruder, dem Mathematiker und Hochschullehrer Richard, in Braunschweig in der Kaiser Wilhelmstraße 87. Sie starb am 6. Juni 1914 im Alter von 88 Jahren in Braunschweig und wurde auf dem dortigen Hauptfriedhof in der Familiengrabstätte beerdigt.

## Schriften (Auswahl)
- Die Achten-Lini. Eine Novelle nach Motiven aus dem Künstlerleben, Verlag Benno Goeritz, Braunschweig 1890.
- Die Eheverschreibung, 1893.
- Bilder aus den Pyrenäen, Erzählung, 1893.
- Ein Aschenbrödel unseres Jahrhunderts, 1900.